# Henry Petty-Fitzmaurice, 4º marqués de Lansdowne
Henry Thomas Petty-Fitzmaurice, cuarto marqués de Lansdowne (7 de enero de 1816-5 de julio de 1866), conocido como Lord Henry Petty-FitzMaurice hasta 1836 y como conde de Shelburne entre 1836 y 1863, fue un político británico.

## Antecedentes y educación
Nacido como Lord Henry Petty-FitzMaurice, fue el segundo hijo de Henry Petty-Fitzmaurice, tercer marqués de Lansdowne, y de Lady Louisa Emma, hija de Henry Fox-Strangways, segundo conde de Ilchester. Se educó en la Westminster School y en el Trinity College de Cambridge. Tras la temprana muerte en 1836 de su hermano mayor, el conde de Kerry, pasó a ser conocido con el título de cortesía de conde de Shelburne.

## Carrera política
Después de graduarse, ingresó en la Cámara de los Comunes como parlamentario por Calne en 1837. Desempeñó el cargo de Lord del Tesoro en el gobierno de Lord John Russell de 1847 a 1848. En 1856, fue llamado a la Cámara de los Lores por la baronía de Wycombe heredada de su padre y fue subsecretario de Estado parlamentario para Asuntos Exteriores bajo Lord Palmerston desde ese año hasta 1858. A la muerte de su padre en 1863, Lord Shelburne le sucedió en sus títulos y fue nombrado Caballero de la Jarretera un año después.

## Great Western Railway
Petty-Fitzmaurice presidió la junta de dirección del Great Western Railway entre 1859 y 1863.

## Familia
El 18 de agosto de 1840 se casó con Lady Georgiana Herbert (hija del undécimo conde de Pembroke). Lady Georgina moriría seis meses después. Luego se casó con la marquesa Emily de Flahault (la hija mayor de Charles Joseph, conde de Flahaut y de la segunda baronesa de Keith) el 1 de noviembre de 1843 en Viena, y tuvieron tres hijos:
- Henry Charles Keith, conde de Shelburne (1845-1927), posteriormente marqués de Lansdowne.
- Lord Edmond George (1846-1935), más adelante barón FitzMaurice.
- Lady Emily Louisa Anne (1855-1939), que se casó con el coronel Honorable Everard Digby, hijo del noveno barón Digby.

Lord Lansdowne murió repentinamente de un ataque de apoplejía el 5 de julio de 1866. Sus títulos fueron heredados por su hijo mayor, Henry.